# Ragonii
La gens Ragonia était une famille plébéienne de la Rome antique. Les membres de cette gens sont mentionnés pour la première fois dans les premières décennies de l'Empire, mais ils ne sont devenus importants qu'à l'époque de Commode, à la fin du IIe siècle, période à partir de laquelle plusieurs d'entre eux ont atteint des positions de haute distinction dans l'État romain,.

## Origine
Le nomen Ragonius appartient à une classe de gentilicia formée à l'aide du suffixe -onius, généralement d'origine plébéienne, et fréquemment d'ascendance osque. De tels noms ont été formés à l'origine à partir de cognomen se terminant par -o, mais une fois devenus courants, -onius est devenu considéré comme un suffixe régulier formant un gentil et a été utilisé dans les cas où il n'avait aucune justification morphologique.
L'origine de Ragonius est obscure, mais Chase suggère une possible relation étymologique avec raga, une variante de braca, un harnais, ou, au pluriel, des culottes,. L'apparition des gentilicia étrusques Urinatius et Larcius et du latin Tuscenius dans la nomenclature de deux des premiers Ragonii pourrait indiquer une origine étrusque, mais étant donné la période à laquelle ils apparaissent, selon toute probabilité, ils se réfèrent aux ancêtres de cette famille dans la lignée féminine.

## Branches et cognomen
Les Ragonii utilisaient une variété de cognomen courants, notamment Celer, rapide, Celsus, grand, Clarus, brillant ou célèbre, et Priscus, aîné. La seule famille distincte de cette gens a transmis les noms de Quintianus et Venustus pendant plusieurs générations ; Quintianus était probablement un ancien agnomen, appartenant à l'origine à quelqu'un qui avait été adopté hors de la gens Quinctia, tandis que Venustus, entré dans la famille par la lignée féminine, était appliqué à quelqu'un de charmant ou d'attirant.

## Membres

### Ragonii Quintiani
Les Ragonii Quintiani sont originaire de Opitergium, en Venetie, ils sont inscrits dans la Tribu Papiria.
- Lucius Ragonius (Restitutus), (v.115 - ?);
  - Lucius Ragonius Urinatius Larcius Quintianus, (v.140 - ap.v.182), questeur, édile plébéiens, préteur, légat de la Legio XIIII Gemina, proconsul d'Afrique, consul suffect v.182[7],[2],[8];
    - Lucius Ragonius Urinatius Tuscenius Quintianus, (v.175 - ap.v.210), flamines, consul suffect v.210 [9],[2],[8];
      - Ragonius Venustus, (v.205 - ap.240), consul en 240 [8];
        - ? (Ragonius Venustus), (v.225 - ?);
          - ? (Ragonia Venusta), (v.250 - ?), épouse de Lucius Turranius Gratianus;
          - Lucius Ragonius Quintianus, (v.255 - ap.289), consul en 289[10],[8]
            - ? (Ragonius), (v.280 - ?);
              - ? (Ragonius), (v.305 - ?);
                - ? (Ragonius), (v.335 - ?);
                  - ? Lucius Ragonius Venustus, (v.360 - ap.390), augur publicus et pontifex vestalis en 390[11],[8];
                  - ? Ragonius Vincentius Celsus, (v.365 - ap.398), praefectus annonae en 398[12];

            - ? (Ragonia), (v.280 - ?), épouse un (Volusius);
            - ? (Ragonia), (v.285/90 - ?), épouse de Virius Vibius;

### Autres
- Ragonius Celer, l' épistratège, ou commandant militaire, servant sous Titus Vitrasius Pollio, gouverneur de l'Égypte en 31 et 32 après JC[2].
- Ragonius Celsus, dit par Spartianus avoir gouverné les Gaules sous le règne de Septime Sévère . Une lettre mentionnée par Spartianus et adressée à l'empereur est probablement fictive[13],[2].
- Numerius Ragonius Priscus, soldat de la cinquième cohorte des vigiles au début du troisième siècle, servant au siècle de Marcus Mummius Verinus[14].
- Ragonius Clarus, gouverneur de l'Illyrie sous le règne de Valérien, dont la lettre à l'empereur, mentionnée par Trebellius Pollio, est probablement une invention de l'auteur[15],[2].